# 에릭 율런드
에릭 율런드(영어: Eric Ueland, 1965년 7월 12일 ~ )는 미국의 정치 자문가로, 2019년 백악관 입법관계보좌관(Director of Legislative Affairs)으로 취임하였다. 2018년 도널드 트럼프 대통령에게 미 국무부 차관 후보자로 지목되었으나 고사하였다.
오리건주 포틀랜드 출신으로 샌프란시스코 대학에서 역사학 학사 학위를 받았다.